# Filmografia de Sylvester Stallone

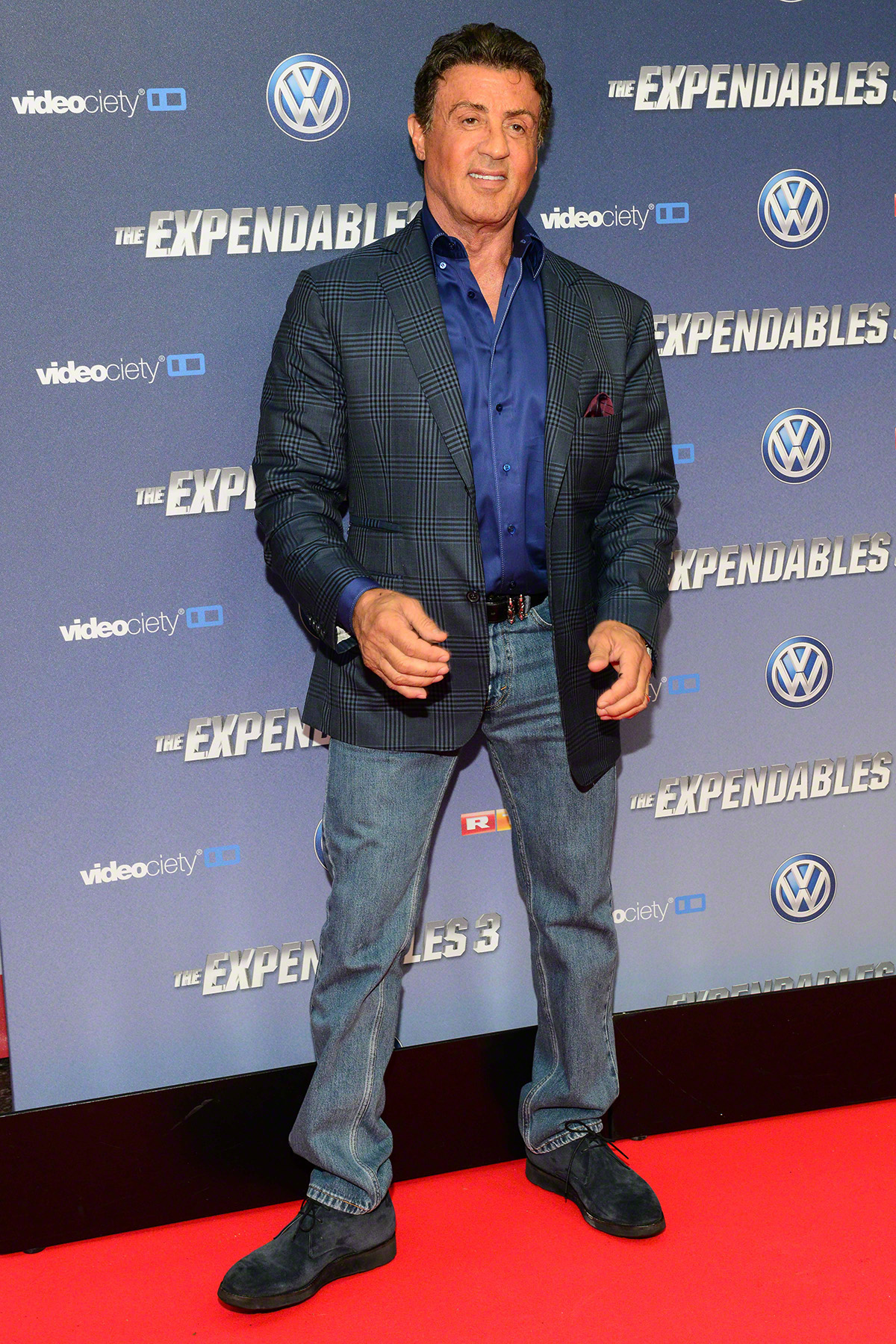
Sylvester Stallone em 2014

Esta é uma filmografia sobre Sylvester Stallone, listando todos os filmes em que atuou, escreveu e/ou dirigiu.

## Filmografia

### Cinema
| Ano  | Filme                                                   | Título em português                                                   | Papel                              | Notas                                     |
| ---- | ------------------------------------------------------- | --------------------------------------------------------------------- | ---------------------------------- | ----------------------------------------- |
| 1970 | The Party at Kitty and Stud's                           | BR: O Garanhão Italiano                                               | Stud                               |                                           |
| 1970 | Lovers and other strangers                              | BR; As mil faces do amor                                              | Padrinho                           | Sua participação se resume em uma "ponta" |
| 1970 | M.A.S.H.                                                | BR: MASH                                                              | Soldado na Área de Restauração     | Participação                              |
| 1971 | Klute                                                   | BR; Klute - o passado condena                                         | Extra/Homem dançando no clube      | cameo                                     |
| 1971 | Bananas                                                 | BR; Bananas                                                           | Subway Thug #1                     | Participaçao                              |
| 1972 | What's Up, Doc?                                         | BR: Essa Pequena é uma Parada                                         | Hóspede                            | Participação                              |
| 1973 | No place to hide/Rebel                                  | BR; Sem refugio/rebelde                                               | Jerry Savage                       |                                           |
| 1974 | The Lords of Flatbush                                   | BR: Os Lordes de Flatbush PT: Juventude à Solta                       | Stanley Rosiello                   | Roteirista                                |
| 1975 | Farewell, my lovely                                     | BR; O Ultimo dos valentoes                                            | Jonnie                             |                                           |
| 1975 | Death Race 2000                                         | BR: Corrida da Morte - Ano 2000 PT: A Corrida da Morte do Ano 2000    | Machine Gun Joe Viterbo            |                                           |
| 1975 | Capone                                                  | BR; Capone - o gangster                                               | Frank Nitti                        |                                           |
| 1975 | The Prisoner of Second Avenue                           | BR: O Prisioneiro da Segunda Avenida                                  | Jovem no parque                    | Participaçao                              |
| 1975 | Police Story                                            |                                                                       | Caddo                              | Convidado                                 |
| 1975 | Kojak                                                   |                                                                       | Detetive Rick Daly                 | Convidado                                 |
| 1975 | Mandingo                                                | BR: Mandingo - o fruto da vingança                                    | Testemuhha de linchamento          | Participação                              |
| 1976 | Rocky                                                   | BR: Rocky, Um Lutador PT: Rocky                                       | Rocky Balboa                       | Roteirista                                |
| 1976 | Cannonball                                              |                                                                       | Mafioso                            | Cameo                                     |
| 1978 | Paradise Alley                                          | BR: A Taberna do Inferno PT: O Beco do Paraíso                        | Cosmo Carboni                      | Diretor e roteirista                      |
| 1978 | F.I.S.T.                                                | BR; F.I.S.T                                                           | Johnny D. Kovak                    | Roteirista                                |
| 1979 | Rocky II                                                | BR; Rocky II - a revanche                                             | Rocky Balboa                       | Diretor e roteirista                      |
| 1981 | Escape To Victory                                       | BR; Fuga para a vitoria                                               | Capitão Robert Hatch               | Também conhecido como Victory             |
| 1981 | Nighthawks                                              | BR; Falcoes da noite                                                  | Det. Sgt. Deke DaSilva             |                                           |
| 1982 | Rambo: First Blood                                      | BR; Rambo - programado para matar                                     | John T. Rambo                      | Roteirista                                |
| 1982 | Rocky III                                               | BR; Rocky III - o desafio supremo                                     | Rocky Balboa                       | Diretor e roteirista                      |
| 1983 | Staying Alive                                           | BR: Os Embalos de Sábado Continuam PT: A Febre Continua...            | Homem na estrada (Participação)    | Diretor, produtor e roteirista            |
| 1984 | Rhinestone                                              | BR; Rhinestone - um brilho na noite                                   | Nick Martinelli                    | Roteirista                                |
| 1984 | Terror in the Aisles                                    |                                                                       |                                    | Documentário                              |
| 1985 | Rocky IV                                                | BR; Rocky IV                                                          | Rocky Balboa                       | Diretor e roteirista                      |
| 1985 | Rambo: First Blood Part II                              | BR; Rambo II - a missao                                               | John T. Rambo                      | Roteirista                                |
| 1986 | Cobra                                                   | BR; Cobra                                                             | Lieutenant Marion 'Cobra' Cobretti | Roteirista                                |
| 1987 | Over the Top                                            | BR: Falcão - O Campeão dos Campeões PT: O Lutador                     | Lincoln Hawk                       | Roteirista                                |
| 1988 | Rambo III                                               | BR; Rambo III                                                         | John T. Rambo                      | Roteirista                                |
| 1989 | Tango n Cash                                            | BR; Tango e Cash - os vingadores                                      | Raymond 'Ray' Tango                |                                           |
| 1989 | Lock Up                                                 | BR; Condenaçao Brutal                                                 | Frank Leone                        |                                           |
| 1990 | Rocky V                                                 | BR; Rocky V                                                           | Rocky Balboa                       | Roteirista                                |
| 1991 | Oscar                                                   | BR: Oscar - Minha Filha quer Casar PT: Oscar - A Mala das Trapalhadas | Angelo 'Snaps' Provolone           |                                           |
| 1992 | Stop! Or My Mom Will Shoot                              | BR: Pare! Senão Mamãe Atira PT: Pára ou Mamã Dispara                  | Sgt. Joe Bomowski                  |                                           |
| 1993 | Demolition Man                                          | BR; O Demolidor                                                       | John Spartan                       |                                           |
| 1993 | Cliffhanger                                             | BR; Risco Total                                                       | Gabe Walker                        | Roteirista                                |
| 1994 | The Specialist                                          | BR; O Especialista                                                    | Ray Quick                          |                                           |
| 1995 | Assassins                                               | BR; Assassinos                                                        | Robert Rath                        |                                           |
| 1995 | Judge Dread                                             | BR; O Juiz                                                            | Judge Joseph Dredd                 |                                           |
| 1996 | Daylight                                                | BR; Daylight                                                          | Kit Latura                         |                                           |
| 1997 | Cop Land                                                | BR: Cop Land: A Cidade dos Tiras PT: Copland - Zona Exclusiva         | Sheriff Freddy Heflin              |                                           |
| 1997 | The Good Life                                           |                                                                       | Chefe                              | Não liberado                              |
| 1998 | An Alan Smithee Film: Burn Hollywood Burn               | BR: Hollywood - Muito Além das Câmeras PT: Um Realizador de Respeito  | Ele mesmo                          | Participação                              |
| 1998 | Antz                                                    | BR: FormiguinhaZ PT: FormigaZ                                         | Weaver                             | Voz                                       |
| 2000 | Get Carter                                              | BR; O Implacavel                                                      | Jack Carter                        |                                           |
| 2001 | Driven                                                  | BR; Alta Velocidade                                                   | Joe Tanto                          | Roteirista e produtor                     |
| 2002 | D-Tox                                                   | BR; D-Tox                                                             | Agente do FBI Jake Malloy          | (lançado em DVD como Eye See You )        |
| 2002 | Avenging Angelo                                         | BR: Missão Perigosa PT: Vingança Calculada                            | Frankie Delano                     |                                           |
| 2003 | Taxi 3                                                  |                                                                       | Primeiro passageiro                | Participação                              |
| 2003 | Spy Kids 3-D: Game Over                                 | BR: Pequenos Espiões 3-D: Game Over                                   | Toymaker                           |                                           |
| 2003 | Shade                                                   | BR: Shade - Nos Bastidores do Jogo PT: Os Profissionais do Jogo       | Dean 'O Dean' Stevens              |                                           |
| 2005 | Las Vegas                                               |                                                                       | Frank                              | Como convidado (dois episódios)           |
| 2005 | The Contender                                           | BR: A Conspiração PT: O Jogo do Poder                                 | Apresentador                       | Show de TV                                |
| 2006 | Rocky Balboa                                            | BR/PT: Rocky Balboa                                                   | Rocky Balboa                       | Diretor e roteirista                      |
| 2008 | Rambo                                                   | BR: Rambo IV PT: John Rambo                                           | Rambo                              | Diretor e roteirista                      |
| 2009 | Kambakkht Ishq                                          |                                                                       | Ele mesmo                          | Filme de Bollywood                        |
| 2010 | The Expendables                                         | BR/PT: Os Mercenários                                                 | Barney Ross                        | Diretor e roteirista                      |
| 2010 | Zookeeper                                               | BR: O Zelador Animal PT: O Guarda do Zoo                              | John, o leão                       | Voz                                       |
| 2012 | The Expendables 2                                       | BR/PT: Os Mercenários 2                                               | Barney Ross                        | Produtor                                  |
| 2013 | Bullet To The Head                                      | BR; Alvo Duplo                                                        | James "Jimmy Bobo" Bonomo          |                                           |
| 2013 | Escape Plan                                             | BR: Rota de Fuga PT: Plano de Fuga                                    | Ray Breslin                        |                                           |
| 2013 | Grudge Match                                            | BR; Ajuste de Contas                                                  | Henry "Razor" Sharp                |                                           |
| 2014 | The Expendables 3                                       | BR/PT: Os Mercenários 3                                               | Barney Ross                        |                                           |
| 2014 | Homefront                                               | BR; Linha de Frente                                                   |                                    | Roteirista e Produtor                     |
| 2015 | Creed                                                   | BR: Creed: Nascido para Lutar PT: Creed: O Legado de Rocky            | Rocky Balboa                       | Produtor                                  |
| 2016 | Ratchet & Clank                                         | BR: Heróis da Galáxia - Ratchet & Clank PT: Ratchet & Clank           | Victor Von Ion                     | Voz                                       |
| 2017 | Guardians of the Galaxy Vol. 2                          | BR/PT: Guardiões da Galáxia Vol. 2                                    | Stakar Ogord / Águia Estelar       |                                           |
| 2018 | Escape Plan 2: Hades                                    | BR: Rota de Fuga 2 PT: Plano de Fuga 2                                | Ray Breslin                        |                                           |
| 2018 | Creed II                                                | BR/PT: Creed II                                                       | Rocky Balboa                       |                                           |
| 2018 | Backtrace                                               | BR; Memoria de um crime                                               | Det. Sykes                         |                                           |
| 2019 | Escape Plan 3 - The Extractors                          | BR: Rota de Fuga 3 PT: Plano de Fuga 3                                | Ray Breslin                        |                                           |
| 2019 | Rambo: Last Blood                                       | BR: Rambo: Até o Fim PT: Rambo: A Última Batalha                      | John T. Rambo                      |                                           |
| 2021 | The Suicide Squad                                       | BR: O Esquadrão Suicida PT: Esquadrão Suicida 2                       | Nanaue/Tubarão-Rei                 | Voz; Participação Especial                |
| 2021 | Rocky IV: Rocky vs. Drago - The Ultimate Director's Cut | BR; Rocky IV; Rocky vs. Drago - versao do diretor                     | Rocky Balboa                       | Diretor e roteirista                      |
| 2022 | Samaritan                                               | BR; O Samaritano                                                      | Nêmesis                            |                                           |
| 2023 | Guardians of the Galaxy Vol. 3                          | BR; Guardiões da Galáxia Vol. 3                                       | Stakar Ogord                       |                                           |

### Jogos eletrônicos
| Ano  | Título               | Papel         | Notas           |
| ---- | -------------------- | ------------- | --------------- |
| 2014 | Rambo: The Videogame | John T. Rambo | Arquivos de voz |
| 2019 | Mortal Kombat 11     | John T. Rambo | Voz             |